# CVC Capital Partners
CVC Capital Partners er en international kapitalfond med hovedsæde i London og Luxemburg med en samlet kapital på omkring 46 milliarder amerikanske dollar. Virksomheden er etableret i 1981, er fokuseret på management buyout og har gennemført 250 investeringsprojekter over et bredt udvalg af brancher og lande. CVC Capital Partners begyndte sin eksistens som en europæisk venturekapitalfond under den amerikanske storbank Citicorp, og i 1993 forhandlede ledelsen en såkaldt spinout fra Citicorp for at etablere et selvstændigt selskab. CVC Capital Partners har i dag et netværk af atten kontorer i Europa, Asien og USA.

## Investeringer i Danmark
CVC Capital Partners ejede DT Group i perioden 2003–06, og ejede 22 procent af aktierne i Post Danmark i perioden 2005–09 og har fra 2007 til 2013 ejet Matas.